# 周匝産業
 周匝産業 株式会社 （すさいさんぎょう、英文社名：Susai Industry Co.,Ltd.）は、かつて存在した、岡山県赤磐郡吉井町（現・赤磐市）に本社を置く、スーパーマーケットチェーンである。

## 沿革
- 1947年 - 12月、吉井町に株式会社を設立。（資本金16万5千円）
- 1955年 - 砂利採取事業開始。
- 1975年 - 12月、スーパーサンショップを開店。
- 1978年 - 7月、サンショップ作東店開店。
- 1981年 - 12月、サンショップ英田店開店。
- 1984年 - 7月、サンショップ湯郷店開店。
- 1986年 - 4月、サンショップ林野店開店。[要出典]

## 店舗

### かつて存在した店舗
英田郡作東町（現・美作市）
サンショップ作東店
英田郡英田町（現・美作市）
サンショップ英田店
英田郡美作町（現・美作市）
サンショップ湯郷店
サンショップ林野店